# Liste britischer Metalbands
Die Liste britischer Metalbands zählt namhafte britische – d. h. englische, walisische, schottische und nordirische – Musikgruppen aus dem Genre Metal auf. Hard-Rock-Bands werden nur in die Liste aufgenommen, insofern sie auch Metal spielen.
Aufnahmekriterien für die Liste sind:
- Wikipediarelevanz
- belegte internationale Präsenz
- der Charakter einer Supergroup von Mitgliedern anderer Metalbands

Die Erfüllung eines der Kriterien ist ausreichend.

## Liste nach Ländern

### England
siehe Hauptartikel Liste englischer Metalbands

### Nordirland
siehe Hauptartikel Liste irischer Metalbands

### Schottland
| Name         | Gründung | Auflösung | Herkunft    | Genre(s)                                   | Anmerkungen |
| ------------ | -------- | --------- | ----------- | ------------------------------------------ | ----------- |
| Alestorm     | 2004     |           | Perth       | Folk Metal, Power Metal                    |             |
| Heavy Pettin | 1981     | 1988      | Glasgow     | New Wave of British Heavy Metal, Hard Rock |             |
| Holocaust    | 1977     |           | Edinburgh   | Heavy Metal                                |             |
| King Witch   | 2015     |           | Edinburgh   | Doom Metal, Rock                           |             |
| Party Cannon | 2010     |           | Dunfermline | Deathgrind                                 |             |
| Saor         | 2015     |           | Glasgow     | Post-Black-Metal, Folk Metal               |             |
| Vukovi       | 2010     |           | Kilwinning  | Alternative Rock, Pop-Rock, Nu Metal       |             |

### Wales
| Name                    | Gründung         | Auflösung          | Herkunft   | Genre(s)                                                           | Anmerkungen |
| ----------------------- | ---------------- | ------------------ | ---------- | ------------------------------------------------------------------ | ----------- |
| Bullet for My Valentine | 1998             |                    | Bridgend   | Metalcore, Heavy Metal, Thrash Metal, Hard Rock, Alternative Metal |             |
| Lostprophets            | 1997             | 2013               | Pontypridd | Alternative Rock, Post-Hardcore, Nu Metal, Pop Punk                |             |
| No Quarter              | 1980, 1992       | ca. 1985, ca. 1995 | Cwmbran    | New Wave of British Heavy Metal, Hard Rock                         |             |
| Persian Risk            | 1979, 1992, 2012 | 1987, 1995         | Cardiff    | New Wave of British Heavy Metal, Hard Rock                         |             |
| Skindred                | 1998             |                    | Newport    | Reggae, Alternative Rock, Punk, Alternative Metal                  |             |